# Chiesa di San Francesco (Pietrasanta)
La chiesa di San Francesco, con l'annesso convento, è un edificio sacro di Pietrasanta.

## Storia e descrizione
La chiesa, con il convento annesso, fu fondata  nel 1523. Fu ampliata nel Seicento quando furono edificati il loggiato antistante la chiesa, l'ala occidentale del convento, la cappella dedicata a Sant' Antonio da Padova (cui si accede da una porta a destra del loggiato) e la soprastante biblioteca conventuale. La navata e il coro furono infine ampliati nel XIX secolo.
Il campanile in mattoni risale al XVII secolo.
Fra le opere d'arte che arricchiscono la chiesa sono la Visione di Sant'Antonio da Padova di Orazio Fidani (databile alla metà del Seicento) e la pala con San Luigi re di Francia e i Santi Francesco di Paola ed Elisabetta di Ungheria (1700) di Anton Domenico Gabbiani.
Tra 1743 e 1744 il frate pittore Alberico Clemente Carlini vi realizzò otto tondi con Santi francescani e le Quattordici stazioni della Via Crucis e, più tardi, tra 1765 ev 1766, due grandi tele per il presbiterio, con la Cacciata dei Mercanti dal tempio e Gesù tra i dottori.
Attorno al 1830 Luigi Ademollo dipinse i Miracoli di Sant'Antonio da Padova nel loggiato, le Storie della vita di San Francesco nel chiostro ed Episodi della vita di Cristo e della Vergine nell'atrio del convento.
Sono, infine, da ricordare l'organo, di fattura seicentesca e poi restaurato e potenziato nel XIX secolo dal maestro pistoiese Agati, e le sculture in bronzo che ornano l'ambone e l'altare maggiore, opera degli artisti versiliesi Romano Cosci e Franco Miozzo.
Nel prato antistante la chiesa è collocata la scultura in bronzo San Francesco dello scultore americano Harry Marinsky, donata alla città nell'anno 2000.